# 랭크 1
랭크 1(Rank 1)은 1997년 결성된 네덜란드의 트랜스 음악 그룹이다. 일반적으로 네덜란드 트랜스 음악의 선구자로 알려져 있으며, 결성 초기부터 지금까지 수많은 히트곡을 발표하였다.
벤노 드 괴즈와 피에트 버베츠는 이전부터 함께 작업해 왔으나, 1999년부터 "랭크 1"이라는 이름으로 상업적 성공의 반열에 오르게 된다.
랭크 1의 대표곡이자 상업적으로 성공한 곡은 1999년에 발표한 "Airwave"(에어웨이브. 전파, 주파수)로, 영국 싱글 차트 10위, 빌보드 댄스/클럽 차트 25위를 기록했다. 이후에도 이 곡은 몇 차례 리믹스되었다.

## 음반

### 싱글
랭크 1은 여러 가지 다른 이름으로도 활동을 펼쳐왔다.
랭크 1
- 1999 "Black Snow/The Citrus Juicer"
- 1999 "Airwave"
- 2001 "Such is Life" (샤노키(Shanokee)와 공동)
- 2001 "Awakening" (올가 제거스(Olga Zegers)와 공동)
- 2001 "Ambient Edition"
- 2003 "Breathe (Awakening 2003)" (아이노 라오스(Aino Laos)와 공동)
- 2003 "It's Up To You (Symsonic)" (샤노키와 공동)
- 2004 "Beats at Rank-1 Dotcom"
- 2004 "Unreleased Tracks"
- 2005 "Opus 17/Top Gear"
- 2007 "The World is Watching Me" (아민 반 뷰렌(Armin van Buuren), 쿠쉬(Kush)와 공동)
- 2007 "Life Less Ordinary" (알렉스 M.O.R.P.H.(Alex M.O.R.P.H.), 프래그마(Fragma)와 공동)

R.O.O.S.
- 1997 "Instant Moments"
- 1997 "Instant Moments (Waiting For)" (에블린 덕스(Evelyne Derks)와 공동)
- 1998 "Living in a Dream"
- 1999 "Body, Mind & Spirit"
- 2002 "Instant Moments 2002"

페드로 & 벤노(Pedro & Benno)
- 1997 "Scream For Love"
- 1998 "Talkin' To You"
- 1999 "Speechless"

A.I.D.A.
- 1999 "Far And Away"
- 1999 "Far And Away/Merit"
- 1999 "Remember Me/Corvana"

다른 이름
- 1997 "Human Beast" - 심플리스틱 마인드(Simplistic Mind, 단순한 마음)
- 1997 "Baby Freak" - 프레셔스 피플(Precious People, 소중한 사람들)
- 1997 "Reflections of Love" - 프레셔스 피플
- 1998 "To the Church" - 투 디사이플스(Two Disciples, 두명의 신도들)
- 1998 "I Know You're There" - 트라이튼(Tritone) - DJ 미스자(DJ Misjah) 참여
- 1998 "Ssst... (Listen)" - 조나(Jonah, 성경 인물) - DJ 미스자 참여
- 1998 "Subspace Interference" - 컨트럴 프릭스(Control Freaks, 통제 별난이들) - 티에스토(DJ Tiesto) 참여
- 1998 "Play it Rough" - 시스템 에이트(System Eight) - 마이클 카이저(Michael Keyser) 참여
- 1999 "Human Planetarium" - 구알랄가라(Gualagara)
- 2000 "Yeah... Right" - 조나 - DJ 미스자 참여
- 2000 "Straight to the Point" - SPX - DJ 미스자 참여
- 2003 "The Anthem 2003" - 센세이션(Sensation, 대감동, 대사건)
- 2003 "Perfect Blend/Deep Ranger"에서 맥 J(Mac J)

### 앨범
- 2001 심소닉(Symsonic, 모인 소리의)